# Szivka
A Szivka (ukránul: Сівка) folyó Ukrajna Ivano-frankivszki területén, az Ukrán-Kárpátok keleti előterében. A Dnyeszter jobb oldali mellékfolyója.
Dolina közelében, a várostól délre ered. Hossza 79 km, vízgyűjtő területe 595 km². A folyó medre a felső folyásnál V keresztmetszetű, lejjebb trapéz keresztmetszetű. Átlagos esése 3,8 m/km.
A forrás után végig délre, délkeletre folyik, majd Szivka-Vojnilivszka és Moskivci falvak között ömlik a Dnyeszterbe. Az Ivano-frankivszki terület Dolinai, Rozsnyatyivi, Kalusi és Halicsi járásán folyik keresztül. A folyó mentén elterülő nagyobb települések Dolina, Brosnyiv-Oszada, Kalus és Vojniliv. Nagyobb mellékfolyói a Krapivnik és a Bolohivka folyók.